# De Kieviten
De Kieviten is een omnisportclub uit Wassenaar die bestaat sinds 6 november 1926. Op de club kunnen hockey, tennis en golf worden beoefend.
De club is genoemd naar de Wassenaarse wijk De Kieviet, die in de jaren twintig werd gebouwd bij het Kievietsduin. Anno 2015 heeft de vereniging ongeveer 1800 leden, die aan een of meer sporten deel kunnen nemen. Leden van de omnisportclub kunnen lid worden van een of meerdere afdelingen. De afdeling golf heeft ongeveer 1500 leden. Er wordt ook hockey, cricket en tennis gespeeld.

In 1926 wordt de club als hockeyclub opgericht. Van 1948 tot 2008 had deze vereniging ook een cricketafdeling. 
In 1986 organiseert de club een interland tegen een team uit India, dat voor het eerst naar Nederland komt. Er is toen ook in Eindhoven en Schiedam gespeeld.

In 1964 start de tennisafdeling. Er zijn nu tien banen (vier gravel- en zes smashcourtbanen). Op de palmares van de Wassenaarse club prijkt een landstitel bij de dames uit 1973. Op de club is een golfbaan die bestaat uit 9 holes. Het golfgedeelte van de club bestaat sinds 1983.